# Katri Läike
Katri "Kati" Anneli Läike, née le 22 août 1967 à Turku en Finlande, est une véliplanchiste finlandaise jusqu'en 1992 où elle a déménagé et devenue une coureuse cycliste néo-zélandaise plus spécialisée comme pistarde. 

## Palmarès en voile

### Jeux olympiques
- Barcelone 1992
  - 10e en Dériveur double 470 avec Anna Slunga-Tallberg

### Championnats du monde
- Cadix 1992
  - 4e en Dériveur double 470 avec Anna Slunga-Tallberg

### Championnats nordiques
- 1990
  - 1re en Dériveur double 470 avec Anna Slunga-Tallberg

## Palmarès en cyclisme

### Palmarès sur route
- 1999
  - 2e du championnat de Nouvelle-Zélande sur route
- 2004
  - 3e du championnat de Nouvelle-Zélande sur route

### Palmarès sur piste

#### Championnats d'Océanie
| Édition / Épreuve | 500 mètres | Keirin | Vitesse individuelle |
| 2004-1            | Argent     | Bronze | Bronze               |
| 2004-2            | Bronze     | Argent | Argent               |

#### Championnats nationaux
- 1999
  - 3e du 500 mètres
- 2001
  - 3e de la vitesse
- 2002
  - 3e de la vitesse
- 2003
  -  Championne de Nouvelle-Zélande de vitesse
  - 2e du 500 mètres
  - 2e du keirin
- 2006
  - 2e du keirin
  - 3e du 500 mètres
  - 3e de la vitesse
- 2007
  - 3e de la course aux points
- 2008
  - 3e du keirin
  - 3e de la course aux points